# Chronogramme (diagramme)
Pour les articles homonymes, voir Chronogramme (homonymie).

Chronogramme représentant la fonction ET : A = E1 · E2.

Un chronogramme est une représentation graphique de l'évolution temporelle d'un signal électrique ou d'un état.